# Maria Malyouta-Skouratov

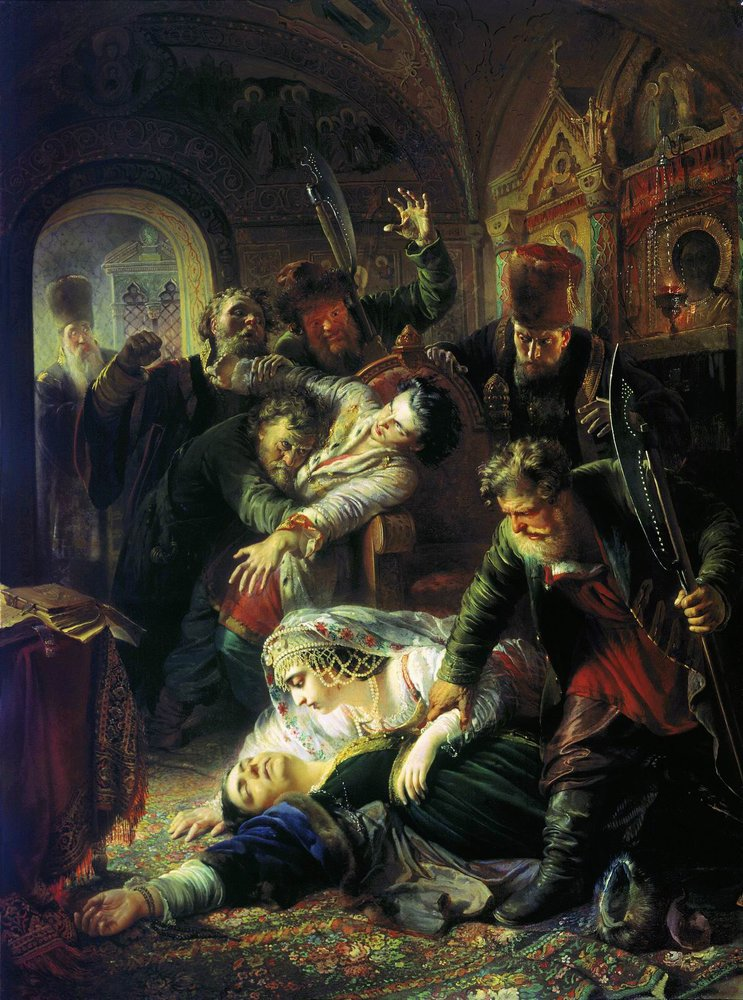
Fédor II et sa mère Maria assassinés par les agents du faux Dimitri, peinture de Constantin Makovski, 1862

Maria Malyouta-Skouratov (morte le 10 ou 20 juin 1605) était une tsarine de Russie et l'épouse de Boris Godounov. Elle est la mère de Fédor II et meurt comme lui étranglée dans ses appartements par les boyards.
Dans les années 1570-1571, Boris Godounov avait assuré sa position à la cour d'Ivan le Terrible en épousant la fille d'un des favoris, Maliouta Skouratov.